# Кесерия
Кесери́я (исп. Quesería) — посёлок в Мексике, в штате Колима, входит в состав муниципалитета Куаутемок. Численность населения, по данным переписи 2020 года, составила 9931 человек.

## Общие сведения
Поселение было основано как ранчо, где производили сыры, и получило название Quesería, в переводе с испанского языка — сыроварня.
При губернаторе Франсиско Веласко в штате начались экономические реформы, и в 1961 году в Кесерии заработал сахарный завод, послуживший экономическому росту поселения.
Кесерия расположен в 6 км к северу от муниципального центра, города Куаутемока на федеральной трассе 54.

## Население
| Год  | Численность | Численность |
| ---- | ----------- | ----------- |
| 2000 | 8130        | [ 7 ]       |
| 2005 | 8079        | [ 8 ]       |
| 2010 | 8611        | [ 9 ]       |
| 2020 | 9931        | [ 10 ]      |